# Staje
Staje je naselje v Občini Ig.
Naselje je z Ljubljano in Igom povezana z mestno avtobusno linijo št. 19I.